# Olympische Winterspiele 1980/Skilanglauf – 4 × 10 km (Männer)
Die 4 × 10-km-Skilanglaufstaffel der Männer bei den Olympischen Winterspielen 1980 fand am 20. Februar 1980 in Lake Placid statt. Olympiasieger wurde die sowjetische Staffel mit Wassili Rotschew, Nikolai Baschukow, Jewgeni Beljajew und Nikolai Simjatow. Die Silbermedaille ging an die Staffel aus Norwegen, Bronze an Finnland.

## Daten
- Datum: 20. Februar 1980, 9:00 Uhr
- Höhenunterschied: 177 m
- Maximalanstieg: 76 m
- Totalanstieg: 315 m
- 40 Teilnehmer aus 10 Ländern, alle in der Wertung

## Ergebnisse
| Platz | Land / Athleten                                                                  | Zeit                                                             |
| ----- | -------------------------------------------------------------------------------- | ---------------------------------------------------------------- |
| 1     | Sowjetunion Wassili Rotschew Nikolai Baschukow Jewgeni Beljajew Nikolai Simjatow | 1:57:03,46 h 29:21,41 min 29:52,57 min 29:21,78 min 28:27,70 min |
| 2     | Norwegen Lars Erik Eriksen Per Knut Aaland Ove Aunli Oddvar Brå                  | 1:58:45,77 h 29:45,96 min 29:26,77 min 30:14,80 min 29:18,24 min |
| 3     | Finnland Harri Kirvesniemi Pertti Teurajärvi Matti Pitkänen Juha Mieto           | 2:00:00,18 h 31:17,45 min 30:17,70 min 30:08,39 min 28:16,64 min |
| 4     | BR Deutschland Peter Zipfel Wolfgang Müller Dieter Notz Jochen Behle             | 2:00:22,74 h 30:57,65 min 30:27,07 min 29:37,29 min 29:20,73 min |
| 5     | Schweden Sven-Åke Lundbäck Thomas Eriksson Benny Kohlberg Thomas Wassberg        | 2:00:42,71 h 31:39,44 min 29:41,45 min 30:33,62 min 28:48,20 min |
| 6     | Italien Maurilio De Zolt Benedetto Carrara Giulio Capitanio Giorgio Vanzetta     | 2:01:09,93 h 30:15,96 min 31:10,76 min 30:01,62 min 29:41,59 min |
| 7     | Schweiz Hans-Ueli Kreuzer Konrad Hallenbarter Edi Hauser Gaudenz Ambühl          | 2:03:36,57 h 30:37,34 min 30:51,73 min 31:45,12 min 30:22,38 min |
| 8     | USA Bill Koch Tim Caldwell Jim Galanes Stan Dunklee                              | 2:04:12,17 h 29:55,28 min 32:21,54 min 31:17,72 min 30:37,63 min |
| 9     | Tschechien František Šimon Miloš Bečvář Jiří Švub Jiří Beran                     | 2:04:18,66 h 30:25,96 min 33:38,63 min 30:42,95 min 29:31,12 min |
| 10    | Frankreich Paul Fargeix Gérard Durand-Poudret Michel Thierry Jean-Paul Pierrat   | 2:08:43,61 h 32:20,65 min 33:15,45 min 32:47,10 min 30:20,41 min |